# Stadion Miejski w Qəbələ
Stadion Miejski – stadion piłkarski w Qəbələ, w Azerbejdżanie. Został otwarty w 1985 roku. Może pomieścić 2000 widzów. Swoje spotkania rozgrywają na nim piłkarze klubu FK Qəbələ. W 2015 i 2018 roku na obiekcie rozegrano mecze finałowe Pucharu Azerbejdżanu.